# Coimbatore
Coimbatore (tiếng Tamil: கோயம்பத்தூர்), còn có tên là Kovai (tiếng Tamil: கோவை), là thành phố ở bang Tamil Nadu, phía nam Ấn Độ, bên sườn của các đồi Nīlgiri phía trên sông Noyil. Thành phố Coimbatore có các ngành công nghiệp: chế biến cà phê và dầu thực vật, thuộc da và sản xuất hàng dệt. Thành phố Coimbatore có Đại học Nông nghiệp Tamil Nādu (1971). Gần thành phố có Đền Perur, một đền thờ Hindu giáo. Dân số thành phố năm 2004 là 1.965.234 người.

## Khí hậu
| Dữ liệu khí hậu của Coimbatore (1971–2000)                              | Dữ liệu khí hậu của Coimbatore (1971–2000) | Dữ liệu khí hậu của Coimbatore (1971–2000) | Dữ liệu khí hậu của Coimbatore (1971–2000) | Dữ liệu khí hậu của Coimbatore (1971–2000) | Dữ liệu khí hậu của Coimbatore (1971–2000) | Dữ liệu khí hậu của Coimbatore (1971–2000) | Dữ liệu khí hậu của Coimbatore (1971–2000) | Dữ liệu khí hậu của Coimbatore (1971–2000) | Dữ liệu khí hậu của Coimbatore (1971–2000) | Dữ liệu khí hậu của Coimbatore (1971–2000) | Dữ liệu khí hậu của Coimbatore (1971–2000) | Dữ liệu khí hậu của Coimbatore (1971–2000) | Dữ liệu khí hậu của Coimbatore (1971–2000) |
| Tháng                                                                   | 1                                          | 2                                          | 3                                          | 4                                          | 5                                          | 6                                          | 7                                          | 8                                          | 9                                          | 10                                         | 11                                         | 12                                         | Năm                                        |
| ----------------------------------------------------------------------- | ------------------------------------------ | ------------------------------------------ | ------------------------------------------ | ------------------------------------------ | ------------------------------------------ | ------------------------------------------ | ------------------------------------------ | ------------------------------------------ | ------------------------------------------ | ------------------------------------------ | ------------------------------------------ | ------------------------------------------ | ------------------------------------------ |
| Cao kỉ lục °C (°F)                                                      | 35.6 (96.1)                                | 37.6 (99.7)                                | 39.7 (103.5)                               | 40.3 (104.5)                               | 40.4 (104.7)                               | 38.6 (101.5)                               | 35.6 (96.1)                                | 35.7 (96.3)                                | 36.2 (97.2)                                | 36.1 (97.0)                                | 34.4 (93.9)                                | 35.0 (95.0)                                | 40.3 (104.5)                               |
| Trung bình ngày tối đa °C (°F)                                          | 30.5 (86.9)                                | 33.3 (91.9)                                | 35.9 (96.6)                                | 36.7 (98.1)                                | 35.2 (95.4)                                | 32.2 (90.0)                                | 31.6 (88.9)                                | 31.6 (88.9)                                | 32.5 (90.5)                                | 31.6 (88.9)                                | 30.1 (86.2)                                | 29.3 (84.7)                                | 32.5 (90.5)                                |
| Tối thiểu trung bình ngày °C (°F)                                       | 18.2 (64.8)                                | 19.5 (67.1)                                | 21.3 (70.3)                                | 23.4 (74.1)                                | 23.5 (74.3)                                | 22.4 (72.3)                                | 21.8 (71.2)                                | 21.8 (71.2)                                | 22.0 (71.6)                                | 21.8 (71.2)                                | 20.7 (69.3)                                | 19.0 (66.2)                                | 21.3 (70.3)                                |
| Thấp kỉ lục °C (°F)                                                     | 11.7 (53.1)                                | 12.8 (55.0)                                | 15.6 (60.1)                                | 17.8 (64.0)                                | 16.1 (61.0)                                | 18.3 (64.9)                                | 16.7 (62.1)                                | 17.2 (63.0)                                | 17.8 (64.0)                                | 15.0 (59.0)                                | 13.9 (57.0)                                | 12.2 (54.0)                                | 11.7 (53.1)                                |
| Lượng mưa trung bình mm (inches)                                        | 5.4 (0.21)                                 | 13.0 (0.51)                                | 15.1 (0.59)                                | 48.0 (1.89)                                | 71.2 (2.80)                                | 27.4 (1.08)                                | 35.5 (1.40)                                | 35.5 (1.40)                                | 74.3 (2.93)                                | 123.1 (4.85)                               | 122.2 (4.81)                               | 46.0 (1.81)                                | 606.0 (23.86)                              |
| Số ngày mưa trung bình                                                  | 0.3                                        | 1.0                                        | 1.0                                        | 3.0                                        | 4.2                                        | 2.7                                        | 2.6                                        | 2.6                                        | 4.6                                        | 7.4                                        | 5.8                                        | 2.8                                        | 38.3                                       |
| Nguồn: India Meteorological Department (record high and low up to 2010) |                                            |                                            |                                            |                                            |                                            |                                            |                                            |                                            |                                            |                                            |                                            |                                            |                                            |